# Witold Kajruksztis

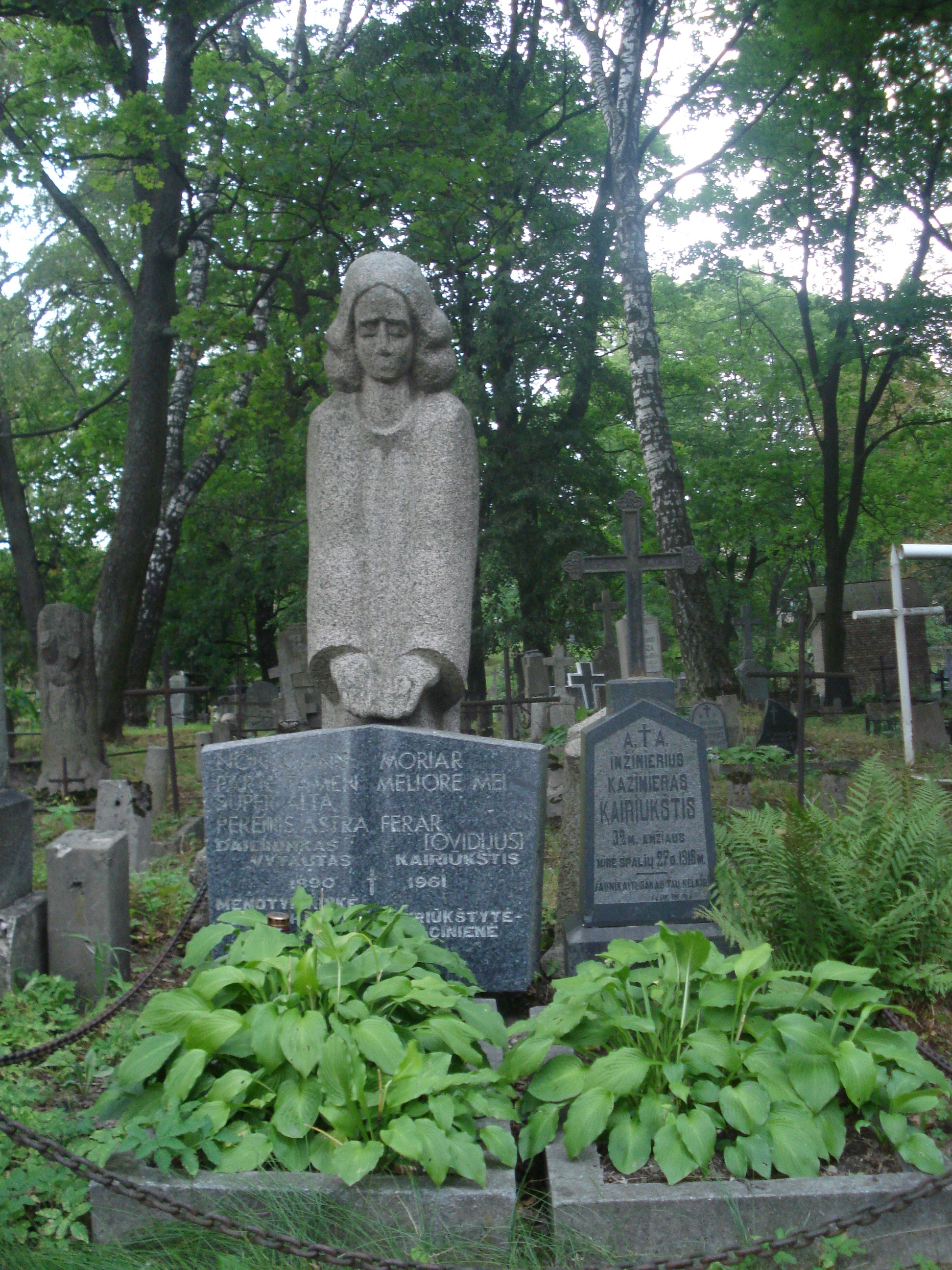
Grób na cmentarzu w Wilnie

Witold Kajruksztis (lit. Vytautas Kairiūkštis; ur. 14 listopada 1890 w Sejnach, zm. 13 czerwca 1961 w Wilnie) – malarz i grafik litewski. W latach 1921–1937 działał na terenie II Rzeczypospolitej.

## Życiorys
Naukę rozpoczął w latach 1910–1911 w Wileńskiej Szkole Rysunkowej pod kierunkiem Iwana Trutniewa. Był członkiem tajnego Koła Artystycznego kierowanego przez Ferdynanda Ruszczyca.
W latach 1912–1913 kontynuował naukę malarstwa w Moskwie w pracowniach Konstantina Juona i innych. Równocześnie studiował prawo na Uniwersytecie Moskiewskim. W roku 1917 studiował w Moskiewskiej Państwowej Szkole Malarstwa, Rzeźby i Architektury u Nikołaja Kasatkina.
W latach 1918–1919 pracując jako instruktor sztuk plastycznych w Wydziale Oświaty Ludowej w Woroneżu organizował pracownie artystyczne. Zmobilizowany do Armii Czerwonej, rozpoczął w 1920 działalność w Oddziale Kultury sztabu V Armii w Irkucku. W latach 1920–1921 kontynuował studia pod kierunkiem Pawła Kuzniecowa w Wyższych Pracowniach Artystyczno-Technicznych (Wchutiemas) w Moskwie.
W roku 1921 zamieszkał w Wilnie. Zorganizował 1923 wraz z Władysławem Strzemińskim Wystawę Nowej Sztuki.
Należał do grona członków założycieli awangardowego Bloku Kubistów Konstruktywistów i Suprematystów. Brał udział w wystawach Bloku, później także ugrupowania Praesens (1926–1929). Przyjaźnił się z Henrykiem Stażewskim, Mieczysławem Szczuką i Teresą Żarnowerówną. W roku 1932 został wybrany wiceprezesem Litewskiego Towarzystwa Literatury i Sztuki w Wilnie.
W latach 1924–1931 odbył wiele podróży artystycznych po krajach Europy zachodniej. Współpracował z wydawanym przez Jana Brzękowskiego w Paryżu 1929–1930 dwujęzycznym pismem „L’Art Contemporain – Sztuka Współczesna”.
W 1932 został członkiem Związku Artystów Litewskich. W latach 1940–1944 pracował w Muzeum Sztuki im. Čiurlionisa w Kownie. Po roku 1945 został wykładowcą w Państwowym Instytucie Sztuki Dekoracyjnej i Stosowanej w Kownie. Po przejściu na emeryturę w 1952 powrócił do Wilna.
Wczesne prace Kajruksztisa zaliczane są do sztuki awangardowej. Malował obrazy abstrakcyjne, tworzył też fotomontaże. W latach trzydziestych pojawiły się wpływy postimpresjonizmu. Od czasu wojny Kajruksztis zbliżył się no nurtu realistycznego.
Jest pochowany na cmentarzu Bernardyńskim w Wilnie.